# Superklinke
"Superklinke" ( jap. "Super Gals! Kotobuki Ran" ) je japanska anime serija, spoj komedije i drame, koja je 2001. snimljena po mangi koja se je originalno zvala samo "Gals". 

## Ekipa
Režija: Tsuneo Kobayashi
Glasovi: Megumi Toyoguchi (Kotobuki Ran), Oma Ichimura (Aya Hoshino), Haruna Ikezawa (Miyu Yamazaki) i drugi.

## Radnja
Radnja se vrti oko glavne junakinje, Ran Kotobuki, 14-godišnje djevojke koja je samu sebe prozvala "najvećom klinkom svijeta". Kao tinejdžerka koja živi u Shibuyi, ona je odlučila posvetiti svoj život modi, zabavi, ljepoti i dečkima. Ona živi u obitelji s dugom tradicijom bavljenja u policiji, pa ju otac i majka, koji su također policajci, nagovaraju da nastavi njihov put. Yamato, njen stariji brat, je već postao policajac, a mlađa sestra Sayo stalno mašta da je detektiv. Ranine najbolje prijateljice su Miyu, plavokosa djevojka koja je nekada bila vođa ulične bande i stalno se tukla, i Aya, jedna od najboljih učenica škole koja se je nakratko tajno bavila tzv. "Enjo kosai" (za novac je izlazila na spoj sa starijim muškarcima).

## Kritike
Kritičar na siteu Animenewsnetwork.com je hvalio seriju: "Za razliku od većine anime serija koje pokušavaju djecu naučiti da je škola najvažnija i da se stariji moraju poštovati, "Super Gals!" čini se uzima svoj vlastiti put i kao da pokušava naučiti djecu da je škola gubljenje vremena. Očito, kupovati lažne nokte i sliniti po dečkima je važnije od škole. No razlika između ove serije i neke tipično američke "Glupe plavuše i kompanija" leži u tome što se ovdje balansira između zabavljanja i pravde i morala. Svaka epizoda završava s Ran kako daje savjete o lekcijama iz života koje su puno važnije od onog što se može naučiti u nekoj knjizi".
Kritičarka Melissa D. Johnson na siteu THEManime.org u svojoj je recenziji napisala: "Nešto što je vrlo osvježavajuče kod ove serije je kako je potpuna karakterizacija likova. Jer na prvi pogled djevojke izgledaju kao prosječne, površne i plitke učenice koje stalno arogantno mrmljaju oko privilegija koje dobivaju od života. No, za razliku od većine animea, gdje su roditelji marginalizirane figure kako bi se sve vrtilo oko ljubavnog života glavnih likova, suparnici i roditelji od junakinje Ran su ravnopravne figure na regularnoj bazi...Rijetko kada se nađe anime kod kojeg ne mogu naći ništa što bi ga moglo poboljšati. "Super Gals!" je više nego što sam ikada očekivala, a očekivanje je obavezno!". 

## Vanjske poveznice
- T.H.E.M.anime.org
- Animenewsnetwork.com